# Edward Smith
Edward John Smith (Hanley, 27 de janeiro de 1850 – Oceano Atlântico, 15 de abril de 1912) foi um marinheiro britânico mais conhecido por ter sido o oficial comandante do RMS Titanic em 1912. Criado em uma família da classe trabalhadora, deixou a escola ainda jovem para entrar na marinha mercante. Smith conseguiu entrar em 1880 para a White Star Line, uma prestigiada companhia de navios, logo depois de receber seu certificado de oficial. Ele rapidamente subiu pela hierarquia da empresa e em 1887 foi colocado no comando do SS Celtic. Eventualmente Smith ficou encarregado de outros navios, principalmente do RMS Majestic, o qual comandou durante nove anos.
Smith gradualmente adquiriu uma grande popularidade por causa de seu caráter agradável e imponente, algo que lhe valeu a afeição de muitos passageiros. Smith se tornou comodoro da White Star em 1904, responsável por comandar os maiores navios da companhia. Foi sucessivamente capitão do RMS Baltic, do RMS Adriatic e do RMS Olympic. Foi nesse momento que se tornou o marinheiro mais bem pago de sua época, com sua popularidade chegando a um ponto em que alguns passageiros só viajavam com ele no comando. Sua carreira foi relativamente tranquila e sem grandes incidentes, sendo perturbada apenas por duas missões de transporte de tropas durante a Segunda Guerra dos Bôeres.
Smith foi colocado em 1911 no comando do Olympic, o maior navio do mundo até então, porém não conseguiu evitar uma colisão com o cruzador HMS Hawke em setembro. No ano seguinte foi designado para ser o comandante do Titanic em sua viagem inaugural; o navio colidiu com um iceberg na noite do dia 14 de abril e afundou, com Smith morrendo no naufrágio. Várias homenagens foram prestadas depois de sua morte e ele foi representado em vários filmes sobre o desastre.

## Início de vida
Edward John Smith nasceu em Hanley, Staffordshire, Inglaterra, no dia 27 de janeiro de 1850. Era filho de Edward Smith, um oleiro, e Catherine Hancock. Ele cresceu em um bairro pobre onde poucos dos seus habitantes conseguiam levar uma carreira profissional de sucesso e muitas crianças começavam a trabalhar cedo em olarias. Posteriormente, seus pais se mudaram para abrir uma mercearia.
Smith recebeu uma boa educação na Etruria British School, porém abandonou a escola aos treze anos de idade. Ele se juntou a marinha mercante e embarcou em vários navios, trabalhando como grumete. As condições de trabalho eram difíceis e perigosas, porém Smith conseguiu superar os desafios. Em 1869, embarcou no Senator Weber, da companhia A. Gibson & Co., como aprendiz de oficial, conseguindo seu certificado em 1875 e viajando no ano seguinte como quarto oficial do Lizzie Fennell.

## Carreira

### Primeiros anos

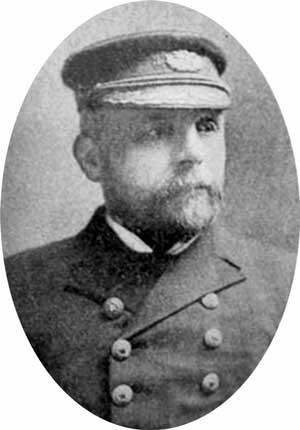
Smith c. 1895.

Smith foi contratado em 1880 pela White Star Line, uma prestigiada companhia de navios, e começou trabalhando como quarto oficial do SS Celtic. Em seguida trabalhou como oficial em vários navios até conseguir em 1887 seu primeiro comando, o próprio Celtic. Nos anos seguintes Smith viria a comandar vários dos navios da empresa, dentre eles o SS Britannic, o SS Baltic, SS Cufic, SS Republic, SS Coptic, SS Adriatic, SS Runic e o SS Germanic. Com a exceção do Coptic em 1889, todos os outros navios viajavam na rota transatlântica.
Em 1895 assumiu o comando do RMS Majestic, atuando ininterruptamente como seu capitão até 1902. Smith e seu navio foram requisitados durante a Segunda Guerra dos Bôeres para realizar duas viagens de transportes de tropas para a Cidade do Cabo na Colônia do Cabo. Em 1901 teve que lidar com um caso de combustão espontânea em um dos depósitos de carvão do Majestic, porém o incidente não foi grave. O evento ocorre outras duas vezes em sua carreira: primeiro no RMS Baltic em 1906 e depois no RMS Titanic em 1912. Ainda no Majestic, Smith teve que desviar de icebergs em 1902. Seu navio passa por uma reforma entre 1902 e 1903 e é transferido temporariamente para o Germanic. Smith volta ao Majestic com o fim das reformulações e o comanda por mais um ano antes de se tornar comodoro da White Star.
Em sua vida pessoal se casou em 12 de julho de 1887 com Sarah Eleanor Pennington, com quem teve uma filha: Helen Melville Smith em 1898. A família viveu em uma casa em Southampton que depois foi destruída durante a Segunda Guerra Mundial. Sua esposa morreria em 29 de abril de 1931, atropelada por um táxi.

### Comodoro

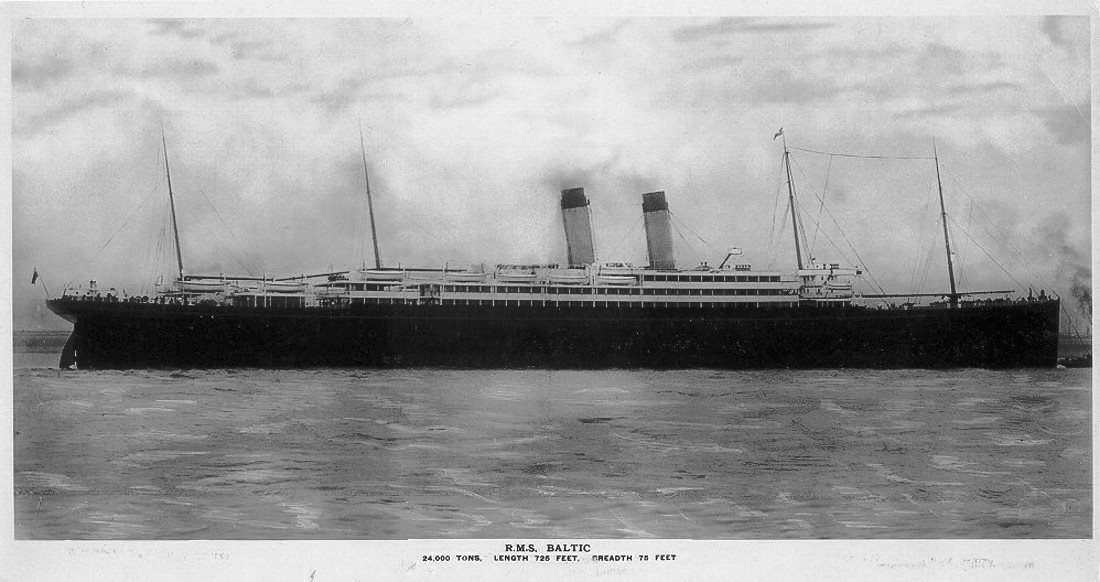
O Baltic, primeiro navio que Smith comandou como comodoro.

Smith tornou-se em 1904 o comodoro da White Star Line, significando que sempre comandaria o maior navio da empresa, com cada embarcação comissionada sendo ainda mais imponente que a anterior. Seu primeiro comando na posição foi o RMS Baltic durante sua viagem inaugural em 29 de junho de 1904. Três anos depois em 8 de maio de 1907 assumiu o RMS Adriatic, navio irmão do Baltic. Smith fez uma declaração sobre sua carreira logo depois de chegar em Nova Iorque na viagem inaugural do Adriatic:
| “ | Quando alguém me pergunta como melhor descrever minha experiência de quase quarenta anos no mar, eu simplesmente digo sem intercorrências. Claro que houve tempestades de inverno, vendavais, nevoeiros e coisas do tipo, porém em toda minha experiência nunca estive em qualquer tipo de acidente que vale a pena se falar a respeito. Apenas em uma ocasião vi uma embarcação em perigo em todos os meus anos no mar [...] Eu nunca vi um naufrágio ou estive em um naufrágio, nem estive em qualquer situação que ameaçava acabar em um desastre de algum tipo. Perceba, eu não sou um bom material para uma história. | ” |

Apesar desse comentário, Smith teve alguns incidentes em sua carreira. No comando do Coptic em 1889 o navio encalhou enquanto estava no Rio de Janeiro no Brasil, e vinte anos depois o mesmo problema ocorreu enquanto servia no Adriatic em Nova Iorque, porém nenhum desses incidentes tiveram consequências graves. Durante seu período no Adriatic ele acabou ganhando o apelido de "Rei da Tempestade".

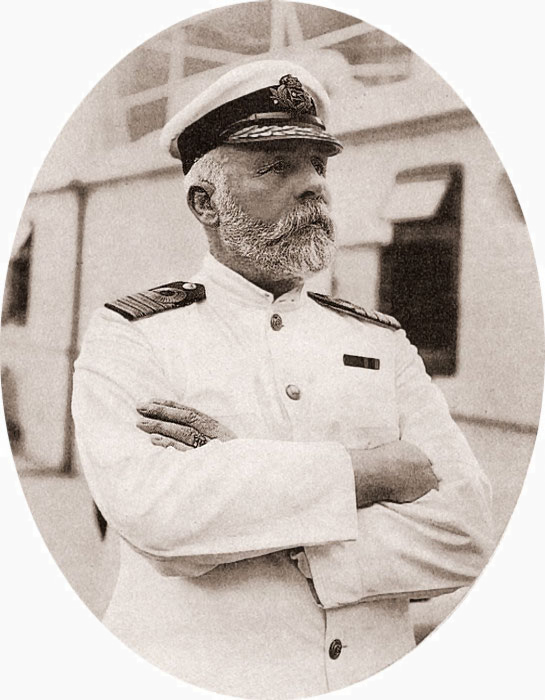
Smith a bordo do Olympic, 1911.

Dentre seus muitos apelidos, o que mais se destacou foi "Comandante dos Milionários". Smith era muito apreciado no ambiente marítimo. Sua personalidade quieta, reconfortante e calma fizeram com que muitos passageiros ricos criassem uma grande afeição por ele, com alguns até se recusando a viajar se não estivesse no comando da embarcação. Muitos marinheiros e oficiais compartilhavam da mesma opinião e gostavam muito de trabalhar com o comandante. Charles Lightoller escreveu em suas memórias que o capitão sempre mantinha um tom de voz calmo e benevolente, mas mesmo assim carregado de autoridade. Ele mencionou particularmente a destreza com que Smith manobrava seus navios pelos canais do porto de Nova Iorque. Foi nessa época que Smith também se tornou o mais bem pago marinheiro de seu tempo, com um salário anual de 1.250 libras esterlinas (cerca de mais de seis mil libras em valores atuais), além de um bônus de duzentas libras por não-colisão. Em comparação, Henry Wilde, seu oficial chefe no Olympic e no Titanic, ganhava aproximadamente trezentas libras por ano.
Depois do Adriatic e seus irmãos, a White Star decidiu encomendar uma nova série de navios de proporções nunca antes vistas: a Classe Olympic. Como comodoro da empresa, Smith comandaria cada um dos novos navios. Ele assumiu o comando do RMS Olympic em 21 de junho de 1911 para sua viagem inaugural. Antes da viagem o capitão visitou o rei Afonso XIII da Espanha, que gostou tanto dele que depois enviou pessoalmente uma carta de condolências a Eleanor Smith ao saber do naufrágio do Titanic. O sucesso da primeira viagem do Olympic foi maculado apenas por uma pequena colisão com um rebocador do porto de Nova Iorque.
O primeiro acidente grave da carreira de Smith ocorreu em 20 de setembro de 1911. O Olympic navegava pelo Solent na Ilha de Wight paralelo ao HMS Hawke da Marinha Real Britânica quando virou para o lado estibordo, surpreendendo o comandante do Hawke e deixando-o sem tempo hábil para reagir. A sucção das hélices do Olympic atraíram o Hawke que colidiu de proa com o lado estibordo da popa do navio de passageiros, abrindo dois enormes buracos acima e abaixo do casco do Olympic, fazendo com que dois de seus compartimentos fossem inundados e destruindo um dos eixos das hélices. O Hawke sofreu danos graves em sua proa e quase emborcou. Apesar dos enormes danos, o Olympic conseguiu voltar por conta própria para Southampton. Os inquéritos sobre o acidente colocaram a responsabilidade no Olympic, porém Smith foi isento de qualquer culpa. O navio voltou para os estaleiros da Harland and Wolff em Belfast para reparos, voltando ao serviço em novembro; Smith continuou em seu comando até 30 de março de 1912, quando foi substituído pelo capitão Herbert Haddock.

## Titanic

### Preparação

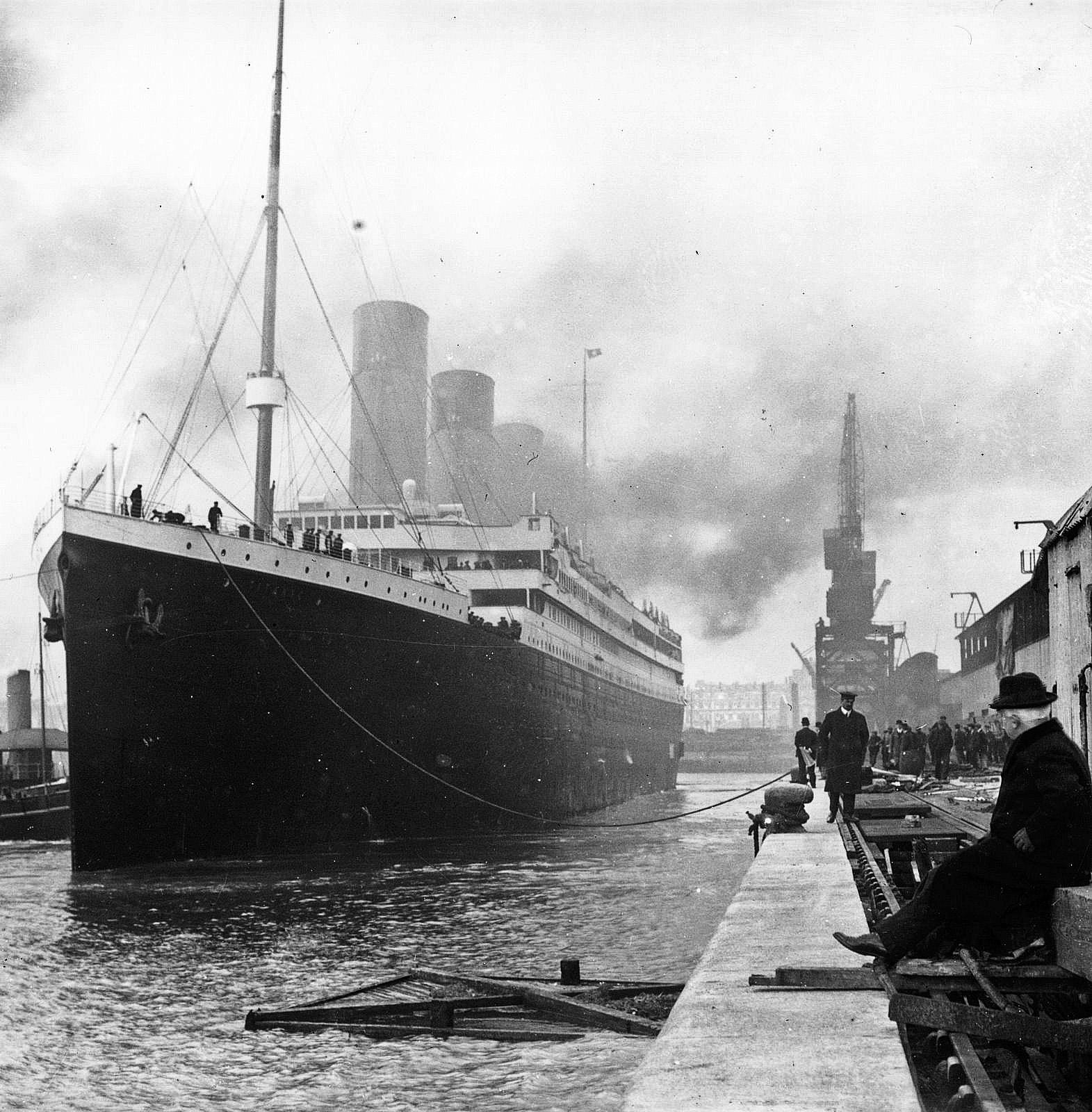
O Titanic no porto de Southampton.

Smith foi transferido no final de março de 1912 para o RMS Titanic, navio irmão do Olympic, para sua viagem inaugural de Southampton até Nova Iorque. Nos anos posteriores ao naufrágio foi dito que pretendia se aposentar ao final desse percurso. Na realidade não existem provas que essa era sua intenção, com ele provavelmente nem considerando a aposentadoria naquele momento. Além disso, um artigo publicado em 19 de abril em um jornal de Halifax dizia que a White Star Line queria que Smith ficasse no comando do Titanic até o lançamento do terceiro navio da Classe Olympic: o Gigantic, depois chamado de HMHS Britannic.
O capitão assumiu o comando do novo navio em 1 de abril de 1912 para seus testes marítimos perto de Belfast, Irlanda. O mau tempo obrigou que os testes fossem adiados para o dia seguinte e reduzidos a fim do Titanic fosse rapidamente comissionado. Mesmo assim os principais testes foram realizados e a embarcação partiu para Southampton, chegando na noite do dia 3 para o 4 de abril. A partida estava marcada para o dia 10 às 12h.
Smith se despediu da esposa e da filha pela última vez às 7h de 10 de abril, indo até o porto com um táxi. Chegou às 8h e inspecionou a tripulação antes da partida. O capitão então foi para a ponte de comando e começou a trabalhar com o prático George Bowyer nas manobras para sair do porto.
Uma nova colisão foi evitada enquanto o Titanic deixava Southampton. As amarras que prendiam o SS New York ao ancoradouro se soltaram e o navio foi pego na esteira do Titanic. Os rebocadores do porto conseguiram evitar a colisão, com as duas embarcações chegando a ficar apenas a um metro de distância uma da outra.

### Viagem

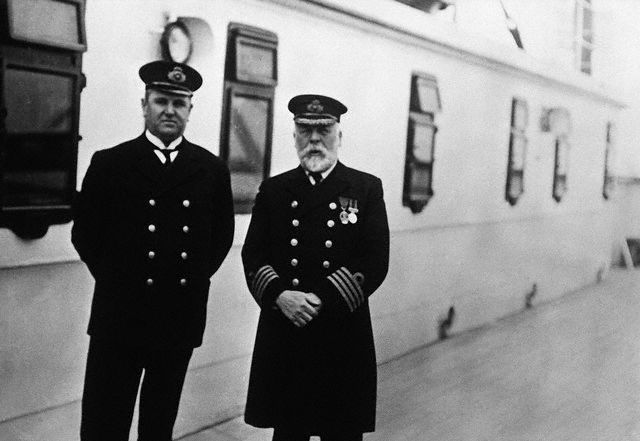
Smith junto com o comissário de bordo chefe Hugh McElroy a bordo do Titanic, 11 de abril de 1912.

A viagem ocorreu sem intercorrências pelos dias seguintes. Como capitão do navio, Smith não precisava cumprir nenhum horário específico de serviço ao contrário de seus oficiais. No entanto ele sempre deveria estar presente na ponte em caso de mau tempo. Tinha a sua própria suíte localizada perto da casa do leme, além de um comissário inteiramente para seu uso pessoal. Este era James Arthur Paintin de 29 anos, que servia com Smith desde o Adriatic.
Smith desempenhou um papel mais mudando durante a viagem e muitas vezes conversou com os passageiros. Ele celebrou um serviço religioso no salão de jantar da primeira classe na manhã do dia 14 de abril. Durante a noite foi convidado para um jantar em sua homenagem no À la Carte Restaurant pelo passageiro George Widener. Na mesma mesa estava Archibald Butt, assessor dos presidentes Theodore Roosevelt e William Howard Taft. Após a refeição, durante a qual, segundo as normas, não bebeu nada de álcool, Smith foi para sua cabine descansar, pedindo para ser chamado caso ocorresse algum problema. Nesse momento o Titanic estava cruzando uma área onde vários icebergs haviam sido relatados, porém o mar estava calmo e não havia Lua no céu.

### Naufrágio
Smith não estava na ponte de comando às 23h40min quando o Titanic colidiu com um iceberg. O tremor da batida foi leve, porém o suficiente para chamar sua atenção. Ele rapidamente foi para a ponte, onde o primeiro oficial William Murdoch lhe informou sobre a situação, ordenando em seguida que as portas estanques fossem fechadas, algo que já havia sido feito. Smith, Murdoch e o quarto oficial Joseph Boxhall foram para a passarela de estibordo para tentar ver o iceberg, em vão, e então o capitão ordenou que Boxhall investigasse os danos. Foi informado que o navio estava com entrada de água, mandando chamar Thomas Andrews, o projetista do Titanic, para juntos inspecionarem os convéses inferiores. Andrews avaliou que a embarcação iria afundar em uma hora e meia e aconselhou sua evacuação.
O capitão em seguida ordenou que as caldeiras fossem desligadas para evitar o risco de uma explosão de vapor e que se iniciassem os preparos para os lançamentos dos botes salva vidas. Chamou os operadores de rádio Harold Bride e Jack Phillips e pediu para que os dois começassem a enviar o sinal de socorro CQD junto com a posição do navio dizendo que o Titanic está afundando. Pouco depois Bride sugeriu brincando que Phillips usasse o novo sinal de socorro SOS, com o segundo passando a alternar os dois sinais em seus pedidos de ajuda. O navio mais próximo a responder os chamados foi o RMS Carpathia da Cunard Line, que estimou quatro horas até alcançar a posição do Titanic; Bride informou Smith, que apenas respondeu "Obrigado".
Pouco tempo depois Smith começou a compreender a enormidade do que estava prestes a ocorrer, já que não havia botes para todos a bordo e a tripulação não tinha a menor experiência em evacuações de emergência. Ele aparentemente ficou paralisado pela indecisão. O capitão não deu nenhuma ordem para evacuação, não disse para seus oficiais preencherem os botes, não organizou a tripulação e negligenciou informações cruciais, algumas vezes dando ordens ambíguas ou impraticáveis. Até mesmo alguns de seus colegas oficiais da ponte ficaram durante muito tempo sem saber da seriedade da colisão: Boxhall só foi descobrir da verdade por volta dàs 1h15min, quase uma hora antes do Titanic afundar por completo, enquanto o quartel-mestre George Rowe chegou a telefonar para ponte perguntando porque os botes tinham sido lançados.
Smith não participou ativamente das operações de evacuação, passando a autoridade do lançamento dos botes para Murdoch e o segundo oficial Lightoller. Mesmo assim, depois de aparentemente se recuperar um pouco de sua paralisia, tentou auxiliar na evacuação. A sobrevivente Ella White disse durante as comissões de inquérito sobre o naufrágio que viu o capitão ir até a grande escadaria pedir para os passageiros irem para os botes, enquanto Arthur Godfrey Peuchen afirmou que "Ele estava fazendo tudo que podia para levar as mulheres para os botes e para ver que fossem lançados propriamente". O passageiro Robert Williams Daniel comentou as ações do capitão no naufrágio: "O capitão Smith foi o maior herói que eu já vi. Ficou na ponte e gritou por um megafone, tentando ser ouvido".
Smith ainda estava ocupado durante os minutos finais do Titanic liberando sua tripulação de suas funções. Às 2h05min da madrugada do dia 15 de abril foi para a sala de rádio liberar Bride e Phillips de seus serviços. Os dois mesmo assim continuaram enviando sinais de socorro por mais dez minutos. O comissário Edward Brown disse ter visto o capitão na ponte cinco minutos depois dizendo "Bem rapazes, façam o melhor pelas mulheres e crianças, e tomem conta de si mesmos".

### Morte

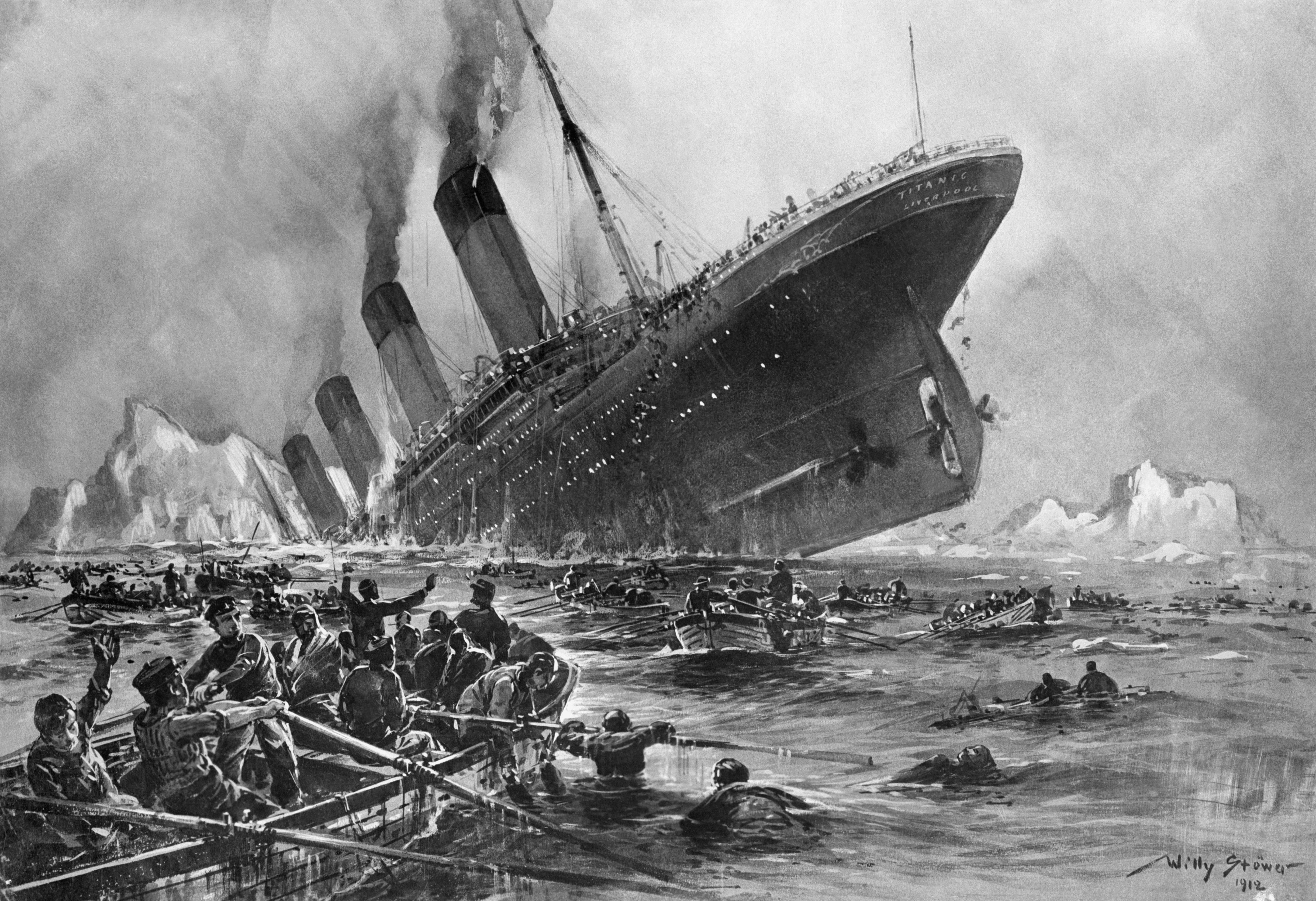
O naufrágio do Titanic por Willy Stöwer em 1912.

Smith morreu no naufrágio, porém não se sabe até hoje as exatas circunstâncias. O escultor e sobrevivente Paul Chevré foi citado pela imprensa como tendo visto o capitão exclamar "A minha sorte me abandonou" antes de se matar com um revólver, uma afirmação repetida por vários outros sobreviventes, porém posteriormente ela foi desmentida pelo próprio Chevré. Outras evidências indicam o contrário, além de nenhuma prova física ter sido encontrada, com essa hipótese atualmente sendo pouco aceitas dentre os historiadores.
Outros relatos dizem que Smith foi levado por uma onda quando a água atingiu o convés dos botes, enquanto outros afirmam tê-lo visto perto da casa do leme na ponte de comando. Alguns testemunhos afirmam que ele nadou até ao bote desmontável B, que estava emborcado, porém que foi embora quando percebeu que estava lotado. Segundo o testemunho do coronel Archibald Gracie, um nadador desconhecido se aproximou do desmontável e um dos homens que estava em cima do bote disse "Se agarre ao que tem, velho. Mais um de vocês a bordo vai afundar todos nós"; o nadador respondeu em uma voz poderosa dizendo "Tudo bem rapazes. Boa sorte e que Deus os abençoe". Gracie não viu o homem, porém outros sobreviventes mais tarde afirmaram que era Smith. De acordo com outro relato, um homem (talvez até o mesmo) nunca pediu para subir no bote, mas sim elogiou seus ocupantes dizendo "Bons meninos! Bons rapazes!" com "a voz da autoridade". O bombeiro Walter Hurst tentou alcançar esse último homem com um remo, porém a água que já estava no convés dos botes o levou para longe; Hurst depois afirmaria que esse homem era o comandante.
Uma variante dessa história diz que o capitão teria levado um bebê para o bote antes de ir embora, porém nenhuma criança foi encontrada a bordo. Essa última versão é defendida por Walter Lord em seu livro A Night to Remember porque correspondia à personalidade do comandante. O comissário Edward Brown afirmou ter visto o capitão atravessar a ponte com seu megafone na mão pouco antes do fim, enquanto o foguista Samuel Hemming disse ter passado pela ponte um minuto depois e não visto ninguém. O motorista Harry Senior afirmou ter visto Smith tentando nadar com um bebê em seus braços logo depois do Titanic afundar completamente. Por fim, alguns sobreviventes afirmam que deu ordem para abandonar o navio gritando "Sejam britânicos", uma citação que é encontrada em muitas placas comemorativas de Smith. Embora seja possível que seu corpo tenha sido encontrado, nunca foi identificado, assim é extremamente improvável que algum dia as circunstâncias da sua morte sejam estabelecidas com absoluta certeza.

## Legado

### Homenagens e críticas

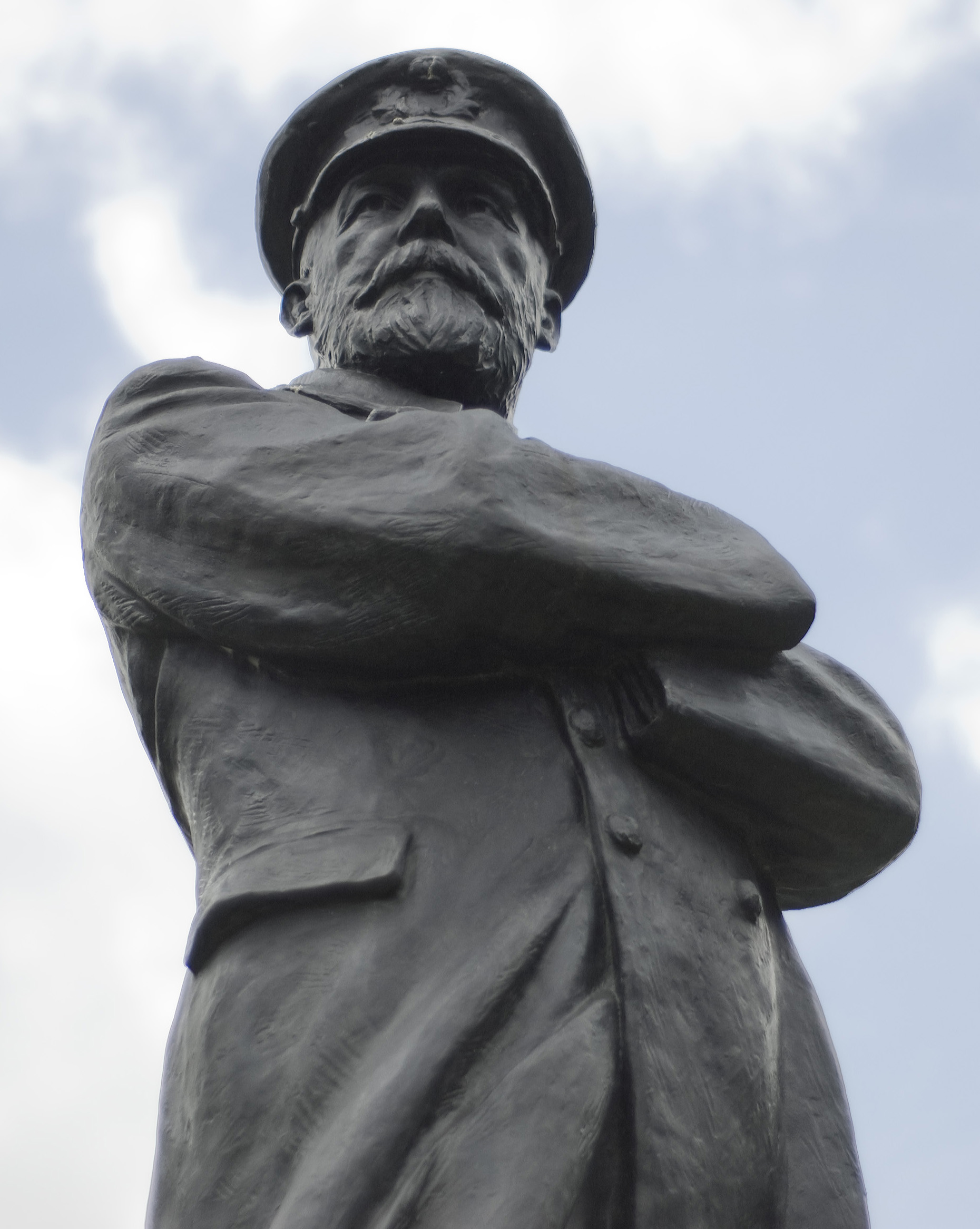
Estátua de Smith em Lichfield.

A morte de Smith despertou grande comoção na imprensa, com Smith sendo representado como o comandante que permaneceu exercendo suas funções até o final. Suas supostas palavras "Sejam britânicos" foram mencionadas em vários artigos.
Uma homenagem ao capitão foi feita ainda em abril de 1912 pelo museu Madame Tussauds de Londres com a exibição de uma estátua de cera sua perto de uma de Guglielmo Marconi. No ano seguinte surgiu a ideia de homenagear Smith com um monumento em Lichfield no condado de Staffordshire. Dentre aqueles que analisaram a proposta estava William Pirrie, presidente dos estaleiros da Harland and Wolff. A estátua, esculpida por Kathleen Scott, foi inaugurada em 29 de julho de 1914 na presença de Helen Smith. Na base da estátua está a inscrição: "Capt. do R.M.S. Titanic. Edward John Smith R.D. R.N.R. Nascido em 27 de janeiro de 1850, Morto em 15 de abril de 1912. Legando aos seus Compatriotas a Memória & Exemplo de um Grande Coração, uma Vida Heroica e uma Morte Heroica. 'Sejam Britânicos'". Uma placa comemorativa também está localizada na escola em que o capitão estudou em Hanley.
Entretanto, o legado de Smith não é totalmente positivo. Alguns o acusaram de ceder aos pedidos de Joseph Bruce Ismay, presidente da White Star Line, para aumentar a velocidade do Titanic. Essas acusações vieram de alguns sobreviventes, como Arthur Godfrey Peuchen, que afirmou: "J. Bruce Ismay estava ciente da presença dos icebergs, mas deliberadamente 'arriscou', por razões que ele melhor pode explicar" e que duas horas antes da colisão "Ismay e o Capt. Smith participaram de um jantar na primeira classe". Apesar de não comprovar nada, a ideia que Smith acelerou o navio para chegar mais rápido em Nova Iorque se espalhou. Foi afirmado algumas vezes também que ele queria terminar sua carreira em grande estilo e ganhar o Blue Riband para sua última viagem. Esta última lenda é completamente falsa, já que o Titanic não tinha poder e velocidade para quebrar o recorde que na época pertencia ao RMS Mauretania.

### Possível sobrevivência
O The New York Times publicou uma notícia em 21 de julho de 1912 dizendo que Smith talvez tinha sobrevivido ao naufrágio. Um marinheiro chamado Peter Pryal afirmou ter visto o capitão andando por uma rua de Baltimore; ele teria dito que estava bem e que tinha coisas para fazer. Pryal tinha servido com Smith no Majestic e foi examinado por um médico, que não encontrou nenhum sinal de insanidade. Da mesma maneira, a revista LIFE mencionou em 1940 a morte em 1915 de um homem apelidado de "Smith Silencioso", que não falava nada além de seu próprio nome. O tamanho do corpo e a aparência do homem se assemelhavam ao capitão Smith. Nenhuma outra prova ou testemunho indicam que possa ter sobrevivido ao Titanic, e se isso por acaso aconteceu sua família nunca soube de nada.

### Cinema
Como oficial comandante do Titanic, Smith foi representado em vários filmes sobre o naufrágio. O primeiro filme em que apareceu foi o alemão In Nacht und Eis, lançado ainda em 1912, onde não é mencionado por nome e seu ator nunca foi creditado; o filme mostra o capitão morrendo afogado durante o naufrágio. Sua primeira aparição por nome foi em Titanic de 1943, sendo interpretado por Otto Wernicke; Smith é representado nessa obra de propaganda nazista como um covarde totalmente dedicado a Ismay, querendo chegar em Nova Iorque o mais rápido possível e a qualquer custo. Em A Night to Remember de 1958 ele foi interpretado por Laurence Naismith; o filme foi feito a partir de relatos de testemunhas e é bem fiel aos fatos. Já no longa Titanic de 1997, Smith foi interpretado por Bernard Hill; também é mostrado como sendo influenciado por Ismay em acelerar o navio e acaba morrendo na ponte de comando sem tentar salvar sua vida.